# Bagnowski Dwór
Bagnowski Dwór [baɡˈnɔfski ˈdvur] (deutsch Bagnower Wald, 1938–1945 Althöfen (Gut)) ist ein kleiner Ort in der polnischen Woiwodschaft Ermland-Masuren und gehört zur Gmina Mrągowo (Landgemeinde Sensburg) im Powiat Mrągowski (Kreis Sensburg).

## Geographische Lage
Bagnowski Dwór liegt in der Mitte der Woiwodschaft Ermland-Masuren, sechs Kilometer südwestlich der Kreisstadt Mrągowo (deutsch Sensburg).

## Geschichte
Der Gutsbezirk Bagnower Wald wurde 1874 bei seiner Eingliederung in den Amtsbezirk Bagnowen (polnisch Bagienice) genannt. Dieser wurde 1938 in „Amtsbezirk Althöfen“ umbenannt, gehörte dann bis 1945 zum Kreis Sensburg im Regierungsbezirk Gumbinnen (ab 1905 Regierungsbezirk Allenstein) in der preußischen Provinz Ostpreußen. Am 30. September 1928 wurde der Gutsbezirk Bagnower Wald in die Landgemeinde Alt Bagnowen (1938 bis 1945 Althöfen, polnisch Bagienice) eingemeindet. Am 3. Juni (amtlich bestätigt am 16. Juli) 1938 erhielt die Ortschaft die Umbenennung in „Althöfen“ (Gut).
Als 1945 in Kriegsfolge das gesamte südliche Ostpreußen an Polen überstellt wurde, war auch das Gut Bagnower Wald bzw. Althöfen davon betroffen. Es erhielt die polnische Namensform „Bagnowski Dwór“ und ist heute eine Ortschaft im Verbund der Gmina Mrągowo (Landgemeinde Sensburg) im Powiat Mrągowski (Kreis Sensburg), bis 1998 der Woiwodschaft Olsztyn (Allenstein), seither der Woiwodschaft Ermland-Masuren zugehörig.

## Kirche
Bis 1945 war der Gutsbezirk Bagnower Wald resp. Althöfen evangelischerseits und auch katholischerseits nach Sensburg in der Kirchenprovinz Ostpreußen der Evangelischen Kirche der Altpreußischen Union bzw. im Bistum Ermland eingepfarrt. Der Bezug zur Kreisstadt besteht für beide Konfessionen auch heute noch, wobei die Stadt nun zur Diözese Masuren der Evangelisch-Augsburgischen Kirche in Polen bzw. zum Erzbistum Ermland in der polnischen katholischen Kirche gehört.

## Verkehr
Wegen seiner abseitigen Lage ist Bagnowski Dwór lediglich über Landwege zu erreichen, die von Bagienice (Alt Bagnowen, 1938–1945 Althöfen) bzw. von Nowe Bagienice (Neu Bagnowen, 1938–1945 Borkenau) hierher führen. Eine Schienennetzanbindung besteht nicht.